# DriverX
DriverX es una película dramática estadounidense de 2017 dirigida por Henry Barrial, protagonizada por Patrick Fabian.

## Sinopsis
Leonard es un cincuentón que cuida de sus hijas mientras su mujer trabaja. Ha ido a entrevistas de trabajo pero a su edad es difícil encontrar algo. Cuando se da cuenta de que los ahorros están casi agotados, Leonard se desespera y se apunta como conductor en DriverX, una compañía de taxis popular.

## Reparto
- Patrick Fabian como Leonard Moore
- Tanya Clarke como Dawn Moore
- Desmín Borges como Tom
- Travis Schuldt como Harry
- Melissa Fumero como Jessica
- Oscar Núñez como Julio
- Nina Seničar como Nina
- Max Gail como Danny
- Iqbal Theba como hombre distinguido
- Randall Batinkoff como Ryan
- Heather Ankeny como Jackie

## Estreno
La película se estrenó en cines el 30 de noviembre de 2018.